# Liu Yang (gimnasta)
Liu Yang (en chino: 刘洋; Anshan, 11 de agosto de 1994) es un deportista chino que compite en gimnasia artística, especialista en la prueba de anillas. Campeón olímpico en Tokio 2020 y en París 2024 y tres veces campeón mundial.
Participó en tres Juegos Olímpicos de Verano, obteniendo cuatro medallas, bronce en Río de Janeiro 2016 (concurso por equipos), oro en Tokio 2020 (anillas) y dos en París 2024, oro en anillas y plata en concurso por equipos.
Ganó siete medallas en el Campeonato Mundial de Gimnasia Artística entre los años 2014 y 2023.

## Trayectoria
Empezó a practicar la gimnasia con cinco años. En 2013 disputó su primera competición internacional.
En los Juegos Olímpicos de Río de Janeiro 2016 ganó la medalla de bronce en la prueba por equipos (junto con Deng Shudi, Lin Chaopan, You Hao y Zhang Chenglong). En los Juegos de Tokio 2020 consiguió la medalla de oro en las anillas, con una puntuación de 15,500, superado a su compañero de equipo You Hao (15,300) y al griego Eleftherios Petrunias (15,200). En París 2024 ganó la medalla de oro en las anillas y la de plata en el concurso por equipos (junto con Su Weide, Xiao Ruoteng, Zhang Boheng y Zou Jingyuan).
En el Mundial de 2014 obtuvo una medalla de oro en la anillas, quedando por delante del brasileño Arthur Zanetti y del chino You Hao, y otra de oro en el concurso por equipos. Posteriormente, obtuvo dos medallas de bronce en el Mundial de 2015 (anillas y equipo), una medalla de bronce en el Mundial de 2017 (anillas) y dos medallas en el Mundial de 2023, oro en las anillas y plata por equipo.
Por su trayectoria deportiva, fue nombrado en 2013 «Atleta Internacional de Élite» por la Administración General del Deporte de China, y galardonado en 2016 con la Medalla de Honor al Deporte de China.

## Palmarés internacional
| Juegos Olímpicos   | Juegos Olímpicos        | Juegos Olímpicos  | Juegos Olímpicos     |
| Año                | Lugar                   | Medalla           | Prueba               |
| ------------------ | ----------------------- | ----------------- | -------------------- |
| 2016               | Río de Janeiro (Brasil) | Medalla de bronce | Concurso por equipos |
| 2020               | Tokio (Japón)           | Medalla de oro    | Anillas              |
| 2024               | París (Francia)         | Medalla de oro    | Anillas              |
| 2024               | París (Francia)         | Medalla de plata  | Concurso por equipos |
| Campeonato Mundial |                         |                   |                      |
| Año                | Lugar                   | Medalla           | Prueba               |
| 2014               | Nanning (China)         | Medalla de oro    | Anillas              |
| 2014               | Nanning (China)         | Medalla de oro    | Concurso por equipos |
| 2015               | Glasgow (Reino Unido)   | Medalla de bronce | Anillas              |
| 2015               | Glasgow (Reino Unido)   | Medalla de bronce | Concurso por equipos |
| 2017               | Montreal (Canadá)       | Medalla de bronce | Anillas              |
| 2023               | Amberes (Bélgica)       | Medalla de oro    | Anillas              |
| 2023               | Amberes (Bélgica)       | Medalla de plata  | Concurso por equipos |